# Richard Paraire
 (avril 2013).
Si vous disposez d'ouvrages ou d'articles de référence ou si vous connaissez des sites web de qualité traitant du thème abordé ici, merci de compléter l'article en donnant les références utiles à sa vérifiabilité et en les liant à la section « Notes et références ».
Pour les articles homonymes, voir Paraire.
Richard Paraire, pseudonyme de Marius Gaston Richard, né à Paris 9e le 30 janvier 1869 et mort à Cannes le 22 avril 1935, est un peintre et photographe français.

## Galerie

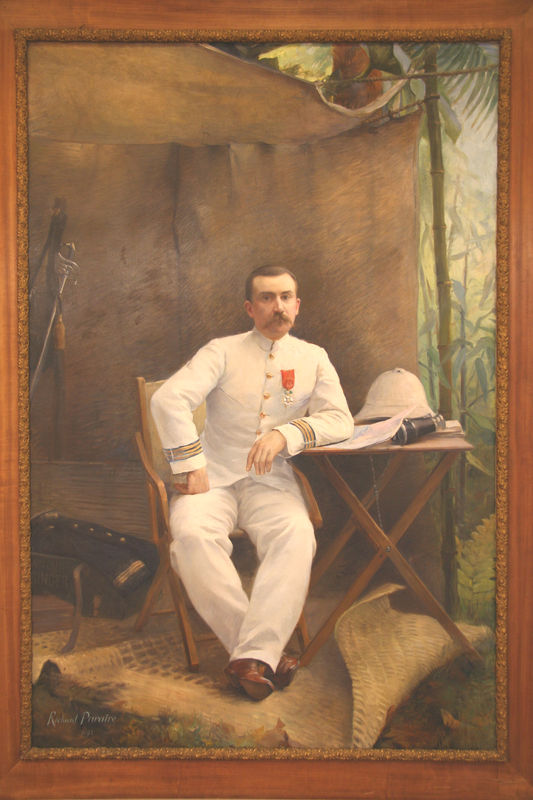
Portrait de l'explorateur français Louis-Gustave Binger (1900).
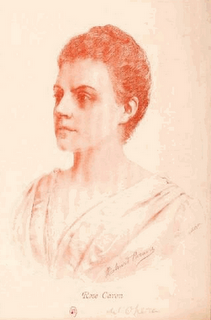
La cantatrice Rose Caron (1890).
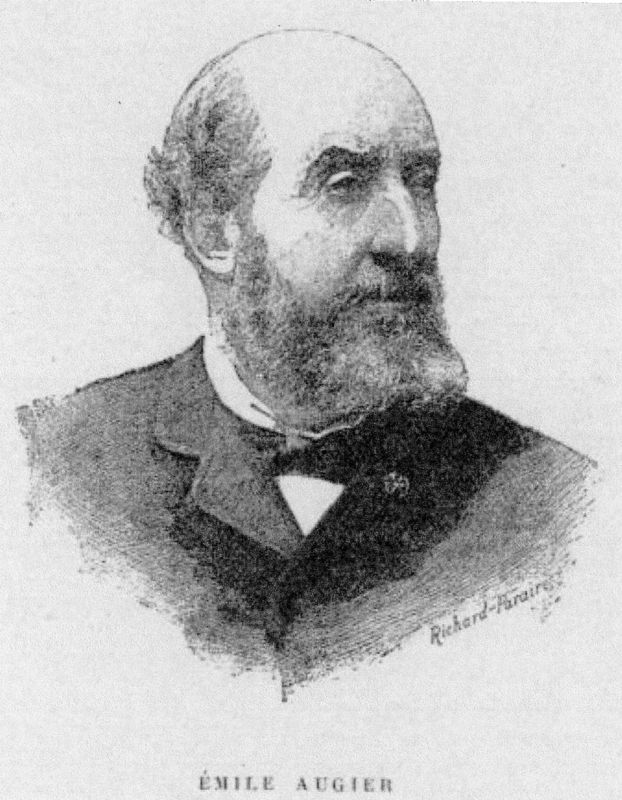
Le poète et dramaturge Émile Augier (1890).
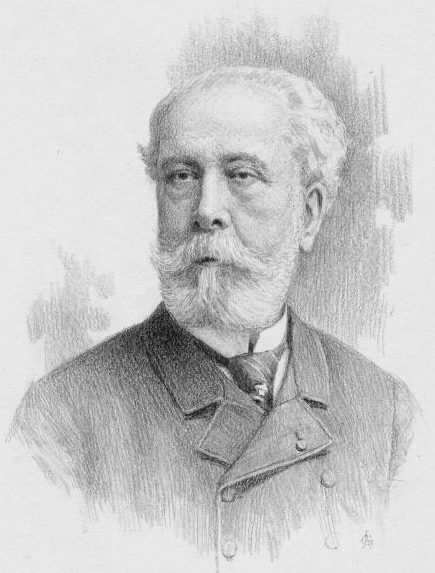
Le compositeur français Édouard Lalo (vers 1891).